# Interzonenturnier Riga 1979
Das Interzonenturnier Riga 1979 wurde im September und Oktober 1979 als Rundenturnier mit 18 Teilnehmern in Riga ausgetragen. Es wurde vom Weltschachbund FIDE organisiert und sollte drei weitere Teilnehmer der Kandidatenwettkämpfe zur Schachweltmeisterschaft 1981 ermitteln.

## Abschlusstabelle
|    | Teilnehmer           | 01 | 02 | 03 | 04 | 05 | 06 | 07 | 08 | 09 | 10 | 11 | 12 | 13 | 14 | 15 | 16 | 17 | 18 | Punkte |
| -- | -------------------- | -- | -- | -- | -- | -- | -- | -- | -- | -- | -- | -- | -- | -- | -- | -- | -- | -- | -- | ------ |
| 01 | Michail Tal          |    | 1  | ½  | ½  | 1  | 1  | ½  | 1  | 1  | 1  | 1  | ½  | 1  | ½  | ½  | 1  | 1  | 1  | 14     |
| 02 | Lew Polugajewski     | 0  |    | ½  | ½  | 1  | ½  | 1  | 1  | 0  | 1  | ½  | 1  | ½  | ½  | 1  | ½  | 1  | 1  | 11½    |
| 03 | András Adorján       | ½  | ½  |    | ½  | 0  | 0  | 1  | ½  | 1  | 1  | ½  | ½  | 1  | 1  | ½  | 1  | 1  | ½  | 11     |
| 04 | Zoltán Ribli         | ½  | ½  | ½  |    | 0  | 1  | 0  | ½  | ½  | 1  | ½  | 1  | 1  | ½  | 1  | ½  | 1  | 1  | 11     |
| 05 | Oleh Romanyschyn     | 0  | 0  | 1  | 1  |    | ½  | 1  | 0  | ½  | ½  | 1  | 1  | ½  | 1  | ½  | ½  | 1  | ½  | 10½    |
| 06 | Florin Gheorghiu     | 0  | ½  | 1  | 0  | ½  |    | ½  | 1  | ½  | ½  | ½  | ½  | 1  | 1  | 1  | 1  | 0  | 1  | 10½    |
| 07 | Bent Larsen          | ½  | 0  | 0  | 1  | 0  | ½  |    | 0  | ½  | 1  | ½  | 1  | ½  | 1  | 1  | 1  | ½  | 1  | 10     |
| 08 | Hennadij Kusmin      | 0  | 0  | ½  | ½  | 1  | 0  | 1  |    | ½  | 1  | ½  | ½  | ½  | ½  | 1  | ½  | 0  | 1  | 9      |
| 09 | Witali Zeschkowski   | 0  | 1  | 0  | ½  | ½  | ½  | ½  | ½  |    | 0  | 0  | ½  | ½  | 1  | 1  | 1  | 1  | ½  | 9      |
| 10 | Anthony Miles        | 0  | 0  | 0  | 0  | ½  | ½  | 0  | 0  | 1  |    | ½  | ½  | 1  | 1  | 1  | 1  | 1  | 1  | 9      |
| 11 | James Tarjan         | 0  | ½  | ½  | ½  | 0  | ½  | ½  | ½  | 1  | ½  |    | 0  | 1  | 0  | 0  | 1  | ½  | 1  | 8      |
| 12 | Yehuda Grünfeld      | ½  | 0  | ½  | 0  | 0  | ½  | 0  | ½  | ½  | ½  | 1  |    | 0  | 0  | 1  | 1  | ½  | 1  | 7½     |
| 13 | Ljubomir Ljubojević  | 0  | ½  | 0  | 0  | ½  | 0  | ½  | ½  | ½  | 0  | 0  | 1  |    | 1  | ½  | ½  | 1  | 0  | 6½     |
| 14 | Herman van Riemsdijk | ½  | ½  | 0  | ½  | 0  | 0  | 0  | ½  | 0  | 0  | 1  | 1  | 0  |    | ½  | ½  | ½  | 0  | 5½     |
| 15 | Slim Bouaziz         | ½  | 0  | ½  | 0  | ½  | 0  | 0  | 0  | 0  | 0  | 1  | 0  | ½  | ½  |    | 0  | 1  | 1  | 5½     |
| 16 | Edmar Mednis         | 0  | ½  | 0  | ½  | ½  | 0  | 0  | ½  | 0  | 0  | 0  | 0  | ½  | ½  | 1  |    | ½  | 1  | 5½     |
| 17 | Francisco Trois      | 0  | 0  | 0  | 0  | 0  | 1  | ½  | 1  | 0  | 0  | ½  | ½  | 0  | ½  | 0  | ½  |    | ½  | 5      |
| 18 | Ruben Rodriguez      | 0  | 0  | ½  | 0  | ½  | 0  | 0  | 0  | ½  | 0  | 0  | 0  | 1  | 1  | 0  | 0  | ½  |    | 4      |

## Stichkampf um Platz 3
Der Stichkampf der beiden ungarischen Großmeister fand im Oktober und November 1979 in Budapest statt. Er ging über sechs Partien und endete 3:3 unentschieden. Mit Siegen in der ersten und dritten Partie setzte sich Ribli zunächst mit 2½:½ an die Spitze. Danach gewann Adorján die Partien 4 und 5 und erreichte in der letzten Partie ein Remis. Dieses 3:3 genügte Adorján wegen der besseren Sonneborn-Berger-Wertung im Interzonenturnier für die Qualifikation zu den Kandidatenmatches.